# Sebastián Martínez Aguirre
Sebastián Rodrigo Martínez Aguirre (Montevideo, Uruguay, 11 de abril de 1983) es un futbolista uruguayo. Se desempeña como defensor central.

## Trayectoria
Se inició en el club amateur, Salus Football Club, en el barrio Nuevo París, luego se incorporó a las inferiores de Liverpool, hasta los 17 años, y de allí emigró al Sud América de la Segunda división uruguaya, donde debutó como profesional en la temporada 2001-2002.
En 2003 emigró a Plaza Colonia, de la máxima categoría del fútbol uruguayo, donde disputó 23 encuentros, sin convertir goles. Para la temporada 2005-2006 se mudó a Cerro de Uruguay, donde primero militó en Segunda división y más tarde obtuvo el ascenso a Primera División, luego permaneció hasta el año 2008, con un total de 99 partidos jugados y cinco goles.
Sus buena actuación en Cerro le permitió su llegada a Argentina, más precisamente a Godoy Cruz, en la temporada 2008-2009, donde disputó 13 cotejos en su primera temporada, sin convertir goles. En la campaña siguiente, la 2009-2010, Sebastián Martínez Aguirre disputó 16 partidos con el equipo el "Tomba" y convirtió su primer tanto en el fútbol argentino.
Entre la segunda mitad del año 2010 emigró a Quilmes, donde primero sufrió el descenso a la Primera B Nacional, en la temporada 2010-2011 y más tarde, en la temporada 2011-2012, obtuvo el subcampeonato con el "Cervecero" y por lo tanto, como la regla de ese torneo lo marcaba, logró el ascenso a Primera División.
En la temporada 2010-2011, jugó 14 encuentros. En el campeonato 2011-2012, en la campaña del regreso de Quilmes a Primera División, resultó titular indiscutido del equipo que comenzó dirigiendo Ricardo Caruso Lombardi y que tras su salida para asumir la dirección técnica de San Lorenzo, finalizó con Omar De Felippe en el banco de los suplentes, obteniendo el subcampeonato detrás de River Plate. En aquella temporada disputó 36 partidos, todos desde el inicio, y logró convertir dos goles.
En la temporada 2012-2013, ya en Primera División con el "Cervecero", Martínez Aguirre jugó 14 encuentros y no convirtió  ningún gol. En la temporada 2013-2014, disputó 22 encuentros y convirtió dos goles. Finalmente, para el Torneo de Transición 2014,  donde jugó último campeonato con la camiseta de Quilmes, participó en 13 encuentros y convirtió un tanto.
En 2015 se muda a Rosario, más precisamente a Club Atlético Newell's Old Boys, donde registró solamente tres encuentros sin goles. En procura de la continuidad no obtenida en "La Lepra", Martínez Aguirre emigra en el segundo semestre del año 2015 a Atlético Rafaela, para ese entonces en Primera División, donde disputó siete cotejos. En el año 2016, mantuvo sus registros numéricos en "La Crema", disputando 8 partidos sin goles. 
Para la temporada 2016-2017 bajó de categoría, para buscar el regreso a Primera División con Argentinos Júniors, objetivo que consiguió como titular del equipo dirigido por el Gabriel Heinze, con 26 partidos jugados y un gol en la campaña del campeonato y el ascenso.
La próxima temporada 2017-2018, ya con el "Bicho" en la Superliga del fútbol, el uruguayo Sebastián Martínez Aguirre jugó sólo tres partidos y no convirtió goles. Al no ser tenido en cuenta por Alfredo Berti pasó a Deportivo Morón en condición de préstamo sin cargo por un año con cláusula de salida a los seis meses.
En búsqueda de continuidad, Martínez fue tentado por Pablo De Muner para integrar el plantel de All Boys que terminó logrando el ascenso a Primera B Nacional en el año 2019.

## Estadísticas
Actualizado al 10 de octubre de 2022

| Club                                    | Div.                | Temporada           | Liga | Liga | Copas Nacionales (1) | Copas Nacionales (1) | Copas Internacionales (2) | Copas Internacionales (2) | Total | Total |
| Club                                    | Div.                | Temporada           | PJ   | G    | PJ                   | G                    | PJ                        | G                         | PJ    | G     |
| --------------------------------------- | ------------------- | ------------------- | ---- | ---- | -------------------- | -------------------- | ------------------------- | ------------------------- | ----- | ----- |
| Sud América · Uruguay                   | 2.ª                 | 2001                | ?    | ?    | -                    | -                    | -                         | -                         | ?     | ?     |
| Sud América · Uruguay                   | 2.ª                 | 2002                | ?    | ?    | -                    | -                    | -                         | -                         | ?     | ?     |
| Sud América · Uruguay                   | 2.ª                 | 2003                | ?    | ?    | -                    | -                    | -                         | -                         | ?     | ?     |
| Sud América · Uruguay                   | Total               | Total               | ?    | ?    | -                    | -                    | -                         | -                         | ?     | ?     |
| Plaza Colonia · Uruguay                 | 1.ª                 | 2004                | 23   | 0    | -                    | -                    | -                         | -                         | 23    | 0     |
| Plaza Colonia · Uruguay                 | Total               | Total               | 23   | 0    | -                    | -                    | -                         | -                         | 23    | 0     |
| Cerro · Uruguay                         | 1.ª                 | 2005                | 21   | 1    | -                    | -                    | -                         | -                         | 21    | 1     |
| Cerro · Uruguay                         | 1.ª                 | 2005-06             | 14   | 0    | -                    | -                    | -                         | -                         | 14    | 0     |
| Cerro · Uruguay                         | 2.ª                 | 2006-07             | 26   | 3    | -                    | -                    | -                         | -                         | 26    | 3     |
| Cerro · Uruguay                         | 1.ª                 | 2007-08             | 27   | 0    | -                    | -                    | -                         | -                         | 27    | 0     |
| Cerro · Uruguay                         | 1.ª                 | 2008-09             | 11   | 1    | -                    | -                    | -                         | -                         | 11    | 1     |
| Cerro · Uruguay                         | Total               | Total               | 99   | 5    | -                    | -                    | -                         | -                         | 99    | 5     |
| Godoy Cruz Argentina                    | 1.ª                 | 2009                | 13   | 0    | -                    | -                    | -                         | -                         | 13    | 0     |
| Godoy Cruz Argentina                    | 1.ª                 | 2010                | 16   | 1    | -                    | -                    | -                         | -                         | 16    | 31    |
| Godoy Cruz Argentina                    | Total               | Total               | 29   | 1    | -                    | -                    | -                         | -                         | 29    | 1     |
| Quilmes Argentina                       | 1.ª                 | 2010-11             | 14   | 0    | -                    | -                    | -                         | -                         | 14    | 0     |
| Quilmes Argentina                       | 2.ª                 | 2011-12             | 36   | 2    | 1                    | 0                    | -                         | -                         | 37    | 2     |
| Quilmes Argentina                       | 1.ª                 | 2012-13             | 14   | 0    | 1                    | 0                    | -                         | -                         | 14    | 0     |
| Quilmes Argentina                       | 1.ª                 | 2013-14             | 22   | 2    | 1                    | 0                    | -                         | -                         | 22    | 2     |
| Quilmes Argentina                       | 1.ª                 | 2014                | 13   | 1    | -                    | -                    | -                         | -                         | 13    | 1     |
| Quilmes Argentina                       | Total               | Total               | 99   | 5    | 3                    | 0                    | -                         | -                         | 102   | 5     |
| Newell's Old Boys Argentina             | 1.ª                 | 2015                | 3    | 0    | -                    | -                    | -                         | -                         | 3     | 0     |
| Newell's Old Boys Argentina             | Total               | Total               | 3    | 0    | -                    | -                    | -                         | -                         | 3     | 0     |
| Atlético de Rafaela Argentina           | 1.ª                 | 2015                | 7    | 0    | 1                    | 0                    | -                         | -                         | 8     | 0     |
| Atlético de Rafaela Argentina           | 1.ª                 | 2016                | 8    | 0    | -                    | -                    | -                         | -                         | 8     | 0     |
| Atlético de Rafaela Argentina           | Total               | Total               | 15   | 0    | 1                    | 0                    | -                         | -                         | 16    | 0     |
| Argentinos Juniors Argentina            | 2.ª                 | 2016-17             | 26   | 1    | -                    | -                    | -                         | -                         | 26    | 1     |
| Argentinos Juniors Argentina            | 1.ª                 | 2017-18             | 3    | 0    | -                    | -                    | -                         | -                         | 3     | 0     |
| Argentinos Juniors Argentina            | Total               | Total               | 29   | 1    | -                    | -                    | -                         | -                         | 29    | 1     |
| Deportivo Morón Argentina               | 2.ª                 | 2017-18             | 8    | 1    | 1                    | 0                    | -                         | -                         | 9     | 1     |
| Deportivo Morón Argentina               | 2.ª                 | 2018                | 8    | 0    | -                    | -                    | -                         | -                         | 8     | 0     |
| Deportivo Morón Argentina               | Total               | Total               | 16   | 1    | -                    | -                    | -                         | -                         | 17    | 1     |
| All Boys Argentina                      | 3.ª                 | 2019                | 17   | 0    | 1                    | 0                    | -                         | -                         | 18    | 0     |
| All Boys Argentina                      | 2.ª                 | 2019-20             | 15   | 0    | 0                    | 0                    | -                         | -                         | 15    | 0     |
| All Boys Argentina                      | Total               | Total               | 32   | 0    | 1                    | 0                    | -                         | -                         | 33    | 0     |
| Colegiales Argentina                    | 3.ª                 | 2020                | 5    | 0    | 0                    | 0                    | —                         | —                         | 5     | 0     |
| Colegiales Argentina                    | 3.ª                 | 2021                | 34   | 2    | 0                    | 0                    | —                         | —                         | 34    | 2     |
| Colegiales Argentina                    | 3.ª                 | 2022                | 27   | 1    | 1                    | 0                    | —                         | —                         | 28    | 1     |
| Colegiales Argentina                    | Total               | Total               | 66   | 3    | 1                    | 0                    | 0                         | 0                         | 67    | 3     |
| Total en su carrera                     | Total en su carrera | Total en su carrera | 411  | 16   | 6                    | 0                    | -                         | -                         | 417   | 16    |
| (1) Incluye datos de la Copa Argentina. |                     |                     |      |      |                      |                      |                           |                           |       |       |

Fuente: Soccerway.com y Footballdatabase.eu

## Palmarés

### Campeonatos nacionales
| Título             | Club               | País      | Año     |
| ------------------ | ------------------ | --------- | ------- |
| Segunda División   | Cerro              | Uruguay   | 2006-A  |
| Primera B Nacional | Argentinos Juniors | Argentina | 2016-17 |